# 키레니아구

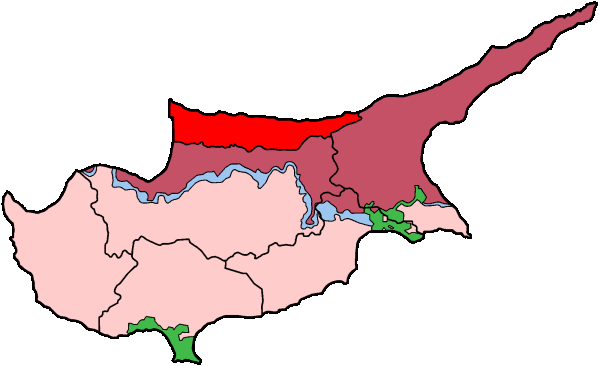
키레니아구

키레니아구(그리스어: Επαρχία Κερύνειας, 튀르키예어: Girne Bölgesi)는 키프로스를 구성하는 6개 구 가운데 하나로 행정 중심지는 키레니아이다. 키프로스에서 면적이 가장 작은 구이며 구 전체는 1974년 터키의 키프로스 침공 이후부터 사실상 북키프로스의 실질적인 지배 상태에 있다.

## 같이 보기
- 기르네구